# Auguste Grimault
Auguste François Louis Grimault CSSp (* 31. März 1883 in La Selle-Craonnaise; † 18. Juni 1980 in Langonnet) war ein französischer römisch-katholischer Ordenspriester in Französisch-Westafrika und Apostolischer Vikar von Dakar.

## Leben
Grimault trat in die Ordensgemeinschaft der Spiritaner ein und empfing am 5. November 1905 das Sakrament der Priesterweihe.
Nach Tätigkeiten auf dem Gebiet des heutigen Senegal und in Martinique sowie einer zwischenzeitlichen Rückkehr nach Frankreich ernannte Papst Pius XI. ihn am 24. Januar 1927 zum Apostolischen Vikar des damaligen Apostolischen Vikariats Senegambia in Dakar im damaligen Französisch-Westafrika und wies ihm das Titularbistum Maximianopolis in Palaestina zu. Die Bischofsweihe empfing er am 25. März desselben Jahres durch seine Vorgänger Louis Le Hunsec CSSp; Mitkonsekratoren waren Eugène Jacques Philippe Crépin, Weihbischof in Paris, und Henri Friteau CSSp, Apostolischer Vikar von Loango.
Während Grimaults Amtszeit erfolgte die Umbenennung zum Apostolischen Vikariat Dakar durch Pius XI., welches 1955 schließlich von Pius XII. zum heutigen Erzbistum Dakar erhoben wurde. Er blieb bis zu seiner Emeritierung am 12. Dezember 1946 als Apostolischer Vikar im Amt und verstarb am 18. Juni 1980 im Alter von 97 Jahren.